# Septembernoten
Septembernoten fra 9. september 1946 er navnet på en britisk note til den danske regering om Sydslesvigs statsretlige forhold.
Den danske befrieselsesregering havde i sin programerklæring af 9. maj 1945 slået fast, at den dansk-tyske grænse lå fast. Men efterhånden opstod der både i Danmark og i Sydslesvig krav om en grænserevision. Op til januar 1946 var der indsamlet en halv million underskrifter til støtte for et krav om, at Sydslesvig skulle blive løsrevet fra tysk styre og en meningsmåling fra samme måned viste, at 75 %  gik ind for en folkeafstemning om landsdelens tilhørsforhold. Den 5. juni 1946 erklærede den danske statsminister Knud Kristensen, at Sydslesvig skulle genvindes folkeligt, kulturelt og dernæst også politisk. Den britiske regering, i hvis besættelseszone Sydslesvig lå, erklærede, at den ikke ønskede problemet liggende uløst. I mellemtiden lod også Sovjetunionen den danske regering forstå, at det ville støtte et dansk krav om Sydslesvig. Der opstod dog uklarhed om den danske regerings reelle grænsepolitiske mål. Det viste sig, at det politiske Danmark var dybt splittet i spørgsmålet om en mulig grænseændring. Regeringen og oppositionen enedes endelig om et memorandum med krav om at få de tyske flygtninge fra områderne øst for Oder-Neisse-linjen fjernet fra Sydslesvig og sikre de danske sydslesvigeres politiske og kulturelle rettigheder.
I noten fra 9. september 1946 fastslog briterne imidlertid, at de ikke ville acceptere den danske regerings ret til at blande sig i forholdene i Sydslesvig. Noten åbnede derimod mulighed for en grænserevision. Briterne foreslog, at der enten kunne gennemføres en udveksling af de to mindretal eller en grænseregulering med eller uden folkeafstemning. Med septembernoten pressede briterne den danske regering til at bekende kulør. Den danske regering svarede i oktobernoten den 19. oktober 1946, at den ikke ville have en umiddelbar ændring af Sydslesvigs statslige tilhørsforhold, men ønskede at de danske sydslesvigere skulle have ret til at udøve deres national selvbestemmelsesret. En henvendelse til regeringen fra sydslesvigsk side 25. september 1946 med forventning om en ny folkeafstemning forblev ubesvaret.